# كاغاوا (بلدة)
كاغاوا (باليابانية:香川町؛ تلفظ: كاغاوا-تشو) بلدة تقع في مقاطعة كاغاوا، ضمن محافظة كاغاوا في اليابان.
مساحتها (27.33 كلم2) وعدد سكانها عام 2003، بلغ (24,236 نسمة) بكثافة سكانية تصل إلى (886.79 شخص/كلم2).
في 10 يناير 2006، تم دمج بلدة كاغاوا وبلدتي آجي وموري (من مقاطعة كيتا)، وبلدة كونان (من مقاطعة كاغاوا) وبلدة كوكوبونجي (من مقاطعة اياوتا) مع مدينة تاكاماتسو لتوسيعها ولم تعد هذه البلدات بشكل كيانات مستقلة.

## اقرأ ايضاً
- مدن اليابان
- مدن اليابان الخاصة
- مقاطعات اليابان
- معبد محلي (اليابان)

## روابط خارجية
- الموقع الرسمي لمدينة شيموتسوكي (باللغة اليابانية).